# Crosta
Crosta é a camada mais externa da litosfera de um planeta ou corpo celeste. Trata-se de uma camada de rocha sólida que é em geral, menos densa do que as camadas inferiores. Em planetas parcialmente fundidos, como a Terra, a crosta flutua sobre camadas inferiores de rocha fluida e, se for suficientemente fina, quebra-se em placas que se movem relativamente umas às outras. A parte superior da crosta terrestre é constituída principalmente por granito, uma rocha ígnea composta essencialmente por quartzo e feldspatos, e a sua parte inferior por basalto também uma rocha ígnea eruptiva, constituída principalmente de plagioclásio e piroxênio e em muitos casos, de olivina.

## Estrutura da crosta terrestre
Para compreender a estrutura da crosta terrestre é necessário considerar o processo de formação aceite para o nosso planeta. Este ter-se-á formado a partir de uma nebulosa de gás e poeiras que se movimentava em torno do Sol. Devido a um processo denominado acreção, as poeiras aglomeraram-se em corpos sucessivamente maiores, dando origem aos protoplanetas. Este processo foi responsável pela formação do globo terrestre há cerca de 4 550 milhões de anos. Pensa-se que neste período a Terra se terá começado a fundir parcialmente sob o efeito da desintegração dos elementos químicos radioactivos que abundavam na matéria primitiva. bem como pelo impacte de corpos celestes e pela sua própria contracção. Ocorreu então um processo de diferenciação do globo em diferentes camadas, durante o qual o ferro líquido, muito denso, migrou para o centro da Terra e deu origem a um núcleo metálico. Os elementos químicos mais leves, tais como o silício, oxigénio, alumínio, cálcio, potássio, entre outros, subiram à superfície, formando uma camada que arrefeceu rapidamente, solidificando: a crosta. Entre estas duas camadas (núcleo e crosta), surgiu o manto. A crosta é uma camada rica em silicatos.

## Crosta oceânica e crosta continental

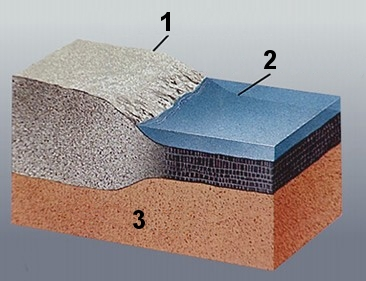
1 - Crosta continental // 2 - Crosta oceânica // 3 - Manto Superior

A crosta terrestre apresenta duas formas muito diferentes: a crosta oceânica e a crosta continental. A crosta oceânica encontra-se sob vários milhares de metros de água e sob espessos depósitos sedimentares, sobretudo junto dos continentes. Resulta da solidificação de lavas basálticas oriundas das dorsais oceânicas. É mais densa que a crosta continental (cerca de 3 g/cm3), tem uma profundidade média de 6 a 7 quilómetros e é mais recente, com uma idade que não ultrapassa os 200 milhões de anos. A crosta continental tem uma espessura média de 35 km, podendo atingir os 70 km sob as grandes cadeias montanhosas. Tem natureza granítica, é menos densa que a crosta oceânica e é mais antiga, algumas zonas com cerca de quatro mil milhões de anos.

### Origem dos continentes
Os continentes são constituídos por uma mistura heterogénea de materiais leves, que flutuam e sobre o manto terrestre, mais denso. Os gnaisses de Amitsoq, que afloram no cratão da Gronelândia, são as rochas mais velhas que se conhecem. Na maioria dos cratões encontram-se rochas com a mesma idade. Com idades entre 2 500 e 3 500 milhões de anos (Pré-Câmbrico), estas regiões constituem o mais antigo núcleo dos continentes. Contudo, é provável que a crosta continental se tenha formado mais cedo, desde o início do Arqueozóico. Foram descobertos grãos de zircão com 4 400 milhões de anos, na Austrália. Este mineral é muito resistente e forma-se nos magmas graníticos. Nesta época, a Terra era muito mais quente e a sua jovem crosta constantemente bombardeada por meteoritos. Apenas os grãos de zircão, encontrados nos sedimentos, resistiram a essas condições. A crosta continental constitui-se à custa do manto terrestre. Sabe-se que há entre 3 500 a 1 800 milhões de anos lavas extremamente quentes e fluidas, os komatiitos, brotaram do manto. Muito ricas em magnésio e relativamente pobres em silício, alumínio e potássio em relação aos basaltos atuais, estas lavas resultariam do funcionamento de plumas mantélicas. Os investigadores apresentaram a hipótese de enormes bolsas de materiais quentes terem subido desde as profundezas da Terra e terem embatido na base na litosfera, atravessando-a e derramando na superfície grandes quantidades de lava. Ter-se-iam assim originado imensos planaltos, com vários quilómetros de espessura. A sua união poderia explicar a crescimento das primeiras massas continentais.
| Corte do interior terrestre, do núcleo para a exosfera. Sem escala. | Profundidade km | Camada           | Densidade g/cm³ |
| ------------------------------------------------------------------- | --------------- | ---------------- | --------------- |
| Corte do interior terrestre, do núcleo para a exosfera. Sem escala. | 0–60            | Litosfera        | —               |
| Corte do interior terrestre, do núcleo para a exosfera. Sem escala. | 0–35            | … Crosta         | 2.2–2.9         |
| Corte do interior terrestre, do núcleo para a exosfera. Sem escala. | 35–60           | … Manto superior | 3.4–4.4         |
| Corte do interior terrestre, do núcleo para a exosfera. Sem escala. | 35–2890         | Manto            | 3.4–5.6         |
| Corte do interior terrestre, do núcleo para a exosfera. Sem escala. | 100–700         | … Astenosfera    | —               |
| Corte do interior terrestre, do núcleo para a exosfera. Sem escala. | 2890–5100       | Núcleo externo   | 9.9–12.2        |
| Corte do interior terrestre, do núcleo para a exosfera. Sem escala. | 5100–6378       | Núcleo interno   | 12.8–13.1       |